# Jean Dalibard
Ne doit pas être confondu avec Jean Balibar.
Pour les articles homonymes, voir Dalibard.
Jean Dalibard, né le 8 décembre 1958, est un physicien français en mécanique quantique, professeur à l'École polytechnique, chercheur à l'École normale supérieure, membre de l'Académie des sciences et professeur au Collège de France.

## Biographie
Jean Dalibard a fait ses études supérieures à l'École normale supérieure et à l'université Paris-VI de 1977 à 1981. Après l'obtention de la licence de physique, de la maîtrise de physique et du diplôme d'études approfondies, il obtient en 1981 le doctorat de troisième cycle avec la thèse intitulée Étude des corrélations temporelles entre photons de fluorescence préparée sous la direction de Claude Cohen-Tannoudji. Nommé professeur agrégé de physique en 1981, il est scientifique du contingent à l'Institut d'optique dans l'équipe d'Alain Aspect, puis est détaché au Centre national de la recherche scientifique en tant qu'attaché de recherche. Après l'obtention de son doctorat d'État ès sciences physiques avec la thèse intitulée Le rôle des fluctuations dans la dynamique d'un atome couplé au champ électromagnétique, soutenue à l'université Paris-VI en 1986, il est nommé chargé de recherche du CNRS puis directeur de recherche six ans plus tard. Il est professeur chargé de cours à l'École polytechnique de 1989 à 2002, puis professeur depuis 2003. Il est spécialiste d'optique quantique et travaille au Laboratoire Kastler Brossel. Il est membre de l'Académie des sciences. Depuis avril 2013, il est titulaire de la chaire « Atomes et rayonnement » au Collège de France.
Marié à Barbara Dalibard, ancienne élève de l'École normale supérieure et directrice générale depuis 2016 de SITA, il a trois enfants dont la mathématicienne Anne-Laure Dalibard.

## Travaux

### Violation de l'inégalité de Bell
Jean Dalibard participe aux expériences d'Alain Aspect qui invalident les inégalités de Bell et apportent une réponse expérimentale au paradoxe EPR.

### Refroidissement d'atomes par laser et optique quantique
En piégeant les atomes par laser, il étudie le refroidissement Sisyphe et propose le principe du piège magnéto-optique, puis met en évidence la modulation de phase d'une onde de De Broglie et le phénomène de diffraction temporelle en optique quantique.

### Tourbillons quantiques et micro-condensats
Il étudie les vortex contenus dans les condensats de Bose-Einstein et comprend leurs formes et leurs dynamiques. Pour mettre en évidence des corrélations quantiques, Jean Dalibard étudie des états fortement corrélés d'atomes ultra-froids.

## Distinctions
- Prix Gustave Ribaud de l'Académie des sciences (1987)[1]
- Prix Mergier-Bourdeix de l'Académie des sciences (1992)[1]
- Prix Jean-Ricard de la Société française de physique (2000)[1]
- Membre de l'Académie des sciences élu en 2004[1]
- Membre de l'Académie européenne des sciences (2009)[1]
- Médaille Blaise Pascal de l'Académie européenne des sciences en 2009[2]
- Visiting Fellow de Trinity College, Cambridge (2010)[1]
- Prix des trois physiciens, Fondation de France (2010)[1]
- Membre de l'Academia Europaea (2011)[1]
- Fellow de Optical Society of America (2012)[1]
- Max Born Award de l'Optical Society (2012)[3]
- Davisson–Germer Prize de la Société américaine de physique (2012) : « For his seminal contributions to the physics of light-atom interactions and cold atomic gases »[4]
- Membre de la Société américaine de philosophie (2018)[5]
- Médaille d'or du CNRS (2021)[6]